# Shrek é amor, Shrek é vida

Captura de tela da suposta primeira versão da história, originalmente postada no 4chan.

Shrek é amor, Shrek é vida é um meme da franquia de filmes Shrek. Originalmente postado no 4chan, o meme retrata um abuso sexual entre o personagem homônimo e uma criança de 9 anos. O texto tornou-se muito popular na internet, sendo repostado e parodiado diversas vezes.

## Descrição
Shrek é amor, Shrek é vida é um meme que parodia a franquia de filmes de animação Shrek. O texto original foi postado por um usuário anônimo do 4chan em janeiro de 2013 em formato de greentext, para servir de copypasta. Nele, um garoto de alegadamente 9 anos é aficcionado por Shrek e o como uma deidade. Seu pai o ouve e o chama de "viado", ao que o garoto responde o chamando de "cuzão". O pai bate no garoto e o manda dormir. Então, Shrek aparece em seu quarto, diz "agora esse é o meu pântano", abusa sexualmente dele. O pai entra no quarto e Shrek diz "está tudo ogro agora" e sai pela janela. A última frase do suposto relato é "Shrek é amor, Shrek é vida".
O texto possui tanto linguagem literária quanto informal, com erros de grafia propositais. Ele vinha acompanhado com uma imagem do Shrek.

## Popularidade
O texto tornou-se rapidamente popular na internet. Surgiram outras histórias do Shrek com temática de terror e abuso sexual. No mesmo ano, o Google Trends registrou um pico de buscas pelo termo "Shrek é amor". Em 2020, ele foi o sexto meme de texto mais popular do banco de dados Know Your Meme. Apesar da popularidade abrupta, ele perdeu relevância em 2014.
Foram feitas narrativas dramáticas do trama no YouTube, muitas vezes acompanhados de animações 3D. Uma versão importante da história foi criada em 2014 por dois youtubers diferentes, CatalystEXE, responsável pela narração, e AirplaneRandy, responsável pela animação. Seu estilo de vídeo foi copiado em massa, com Ugly Shrek, a versão mais popular que foi criada no mesmo ano por Sykotic, alcançando 12 milhões de visualizações antes de ser derrubada por alegações de direitos autorais pela NBCUniversal. Outra versão antiga do meme foi postada por SgtSnuggleButt. Os vídeos são muito reagidos por youtubers populares, com destaque ao React series, e também são muito populares em outros sites, como o Twitter. Um usuário postou uma foto de uma pichação da frase em uma biblioteca no subreddit do 4chan.

## Impacto
O texto tornou Shrek um metameme e um dank meme, e desencadeou um momento cultural de memes da franquia descrito pelo SYFY como "Shrekismo". Foram criados diversos filmes parodiando a franquia, inserindo o personagem em outras obras, como Goosebumps, ou até mesmo o relacionando com eventos como o ataque às Torres Gêmeas. Muitos dos vídeos beiram ao nonsense ou ao ridículo, como em Shrek’s Dank Kush (2015), onde Shrek aparece fumando maconha e, entre outras coisas, dirige um conversível rosa e um tiranossauro rex com um remix da música "The Next Episode", de Dr. Dre, ao fundo. Outro vídeo popular é Shrek Gets Shreked, onde o personagem Burro insere laxante em uma sopa que Shrek está comendo. Em seguida, Shrek defeca até desmaiar e tem sua cabeça comida pelo Burro, que se transforma em uma quimera meio-Shrek. A frase "Shrek é amor, Shrek é vida" tornou-se muito popular em fóruns e dentro da fandom de Shrek.